# Salmourão
Salmourão este un oraș în São Paulo (SP), Brazilia.